# Désiré de Hults
Désiré Bernard de Hults (Doornik, 21 juli 1785 - Froyennes, 28 september 1866) was een Belgisch edelman en politicus.

## Levensloop
Désiré Bernard Joseph de Hults was een zoon van André de Hults, licentiaat in de rechten en raadsheer bij de Kamer van kunsten en ambachten in Doornik, en van Agnès Lefebvre. Hij werd burgemeester van Doornik en was medestichter en voorzitter van het Museum voor Natuurwetenschappen. In 1844 verkreeg hij erfelijke adel, met de titel baron. Hij trouwde in Doornik in 1810 met Caroline Reynders (1793-1863). Ze kregen vier dochters.
De jongste, Marie de Hults (1828-1913), was de laatste naamdraagster. Ze trouwde in 1853 met architect en pauselijk graaf Gustave Werry (1822-1900), die in 1876 vergunning kreeg om de Hults aan de familienaam toe te voegen.

## Opvolging
Voor de baronstitel werd vergunning verleend die over te dragen op Léopold Buffin (1839-1915), de oudste zoon uit het huwelijk van de oudste dochter Aglaé de Hults (1811-1880) met Ulysse Buffin (1798-1877). Léopold Buffin werd luitenant-generaal en verkreeg in 1871 uitbreiding van zijn titel tot al zijn afstammelingen. Zijn zoon Victor Buffin (1867-1953), eveneens luitenant-generaal, kreeg in 1931 vergunning om de Chosal aan de familienaam toe te voegen en kreeg in 1938 de persoonlijke titel burggraaf. Hij was onder meer voorzitter van de Muziekkapel Koningin Elisabeth en voorzitter of ondervoorzitter van heel wat artistieke instellingen of verenigingen. Met afstammelingen tot heden.